# Wakeboard aux Jeux mondiaux de 2025
Navigation
Birmingham 2022
Les épreuves de Wakeboard des Jeux mondiaux de 2025 ont lieu du 8 et 10 août 2025 sur le lac Sancha de Jianyang situé à Chengdu en Chine.
Contrairement à l'édition suivante, il n'y a pas d'épreuve de Ski nautique ; trois épreuves de Wakeboard sont au programme : le wakeboard câble qui n'était plus apparu aux depuis l'édition 2005, le wakesurf skim qui fait sa première apparition et le wakeboard freestyle

## Organisation
Les trois événements majeurs qui se tiendront en 2024 sontdes événements qualificatifs pour les Jeux Mondiaux 2025
- les Championnats du Monde de Wakeboard et Wakeskate par câble 2024 au Kable en France du 16 au 22 septembre
- les Championnats du Monde de Wakeboard 2024 à Hangzhou en Chine du 20 au 27 octobre
- les premiers Championnats du Monde de Wakesurf à Hong Kong du 3 au 10 novembre.

Pour le Wakeboard Câble, l'épreuve rassemble 15 concurrents avec un maximum de 2 riders par comité national et par sexe, répartis comme suit, :
- Champions du monde de wakeboard câble IWWF 2024
- Champions de la confédération IWWF : jusqu'à 3 riders
- Meilleurs riders du classement mondial de wakeboard câble IWWF :
  - région Europe et Afrique : 3 quotas
  - région Asie et Océanie : 3 quotas
  - région Amérique : 2 quotas
- Pays hôte : 2 hommes quotas

Pour le Wakesurf, un maximum 28 places (14 hommes et 14 femmes) sont attribuées aux pays ayant obtenu les meilleurs résultats globaux par équipe aux championnats du monde de wakesurf IWWF 2024. Si un comité se voit attribuer plus d'une place, un homme et une femme doivent être inscrits. La préférence sera donnée aux champions du monde, de la confédération et nationaux de l'IWWF. Deux invitations (homme et femme) sont disponibles pour le pays hôte  et deux invitations seront attribués par l'IWWF.
Pour le Wakeboard freestyle, 30 places (15 hommes et 15 femmes) sont attribuées aux pays ayant obtenu les meilleurs résultats globaux par équipe aux championnats du monde . Un pays ne peut inscrire qu'un maximum de trois riders et si un pays se voit attribuer plus d'une place, il doit respecter la parité. La préférence sera donnée aux champions du monde, de la confédération et nationaux de l'IWWF. Deux invitations (homme et femme) sont disponibles pour le pays hôte  et deux invitations seront attribués par l'IWWF.
Un même athlète à la possibilité de participer à plusieurs épreuves.

## Nations participantes
- Argentine (1)
- Australie (2)
- Autriche (2)
- Belgique (1)
- Canada (4)
- Chili (1)
- Chine (9)
- Corée du Sud (4)
- Colombie (1)
- Croatie (1)
- États-Unis (5)
- France (3)
- Allemagne (7)
- Grande-Bretagne (2)
- Hong Kong (3)
- Hongrie (1)
- Iran (1)
- Israël (1)
- Italie (6)
- Japon (4)
- Kirghizistan (1)
- Lettonie (1)
- Mexique (1)
- Nouvelle-Zélande (2)
- Pays-Bas (1)
- Philippines (1)
- Pologne (2)
- Singapour (2)
- Espagne (3)
- Suisse (1)
- Taipei chinois (3)
- Thaïlande (3)
- Ukraine (2)

## Médaillés
| Épreuves            | Or            | Argent             | Bronze           |
| ------------------- | ------------- | ------------------ | ---------------- |
| Hommes              |               |                    |                  |
| Wakeboard câble     | Loic Deschaux | Max Milde          | Florian Weiherer |
| Wakeboard freestyle | Noah Bollard  | Shota Tezuka       | Kim Yun-seo      |
| Wakesurf skim       | Jett Lambert  | Zhuang Tiancai     | Cheng Chun Hin   |
| Femmes              |               |                    |                  |
| Wakeboard câble     | Julia Rick    | Vanessa Tittarelli | Sanne Meijer     |
| Wakeboard freestyle | Xu Lu         | Alice Virag        | Eugenia de Armas |
| Wakesurf skim       | Bailey Rush   | Sonya Sokolova     | Moon Joo-hee     |

## Tableau des médailles
| Rang  | Nation | Or | Argent | Bronze | Total |
| ----- | ------ | -- | ------ | ------ | ----- |
| Total | Total  | -  | -      | -      | -     |